# Astrolepis integerrima
Astrolepis integerrima là một loài thực vật có mạch trong họ Pteridaceae. Loài này được (Hook.) D.M. Benham & Windham mô tả khoa học đầu tiên năm 1992.